# Geopropóleo
El geopropóleo es una mezcla de propóleo pegajoso mezclado con barro, resinas y en algunos casos estiércol de animales, que emplean las abejas sin aguijón de la tribu Meliponini. 
El geopropóleo es empleado como material de construcción de las estructuras de la colmena. Sirve para cerrar las aberturas donde se confina la colonia en los troncos, para recubrir y delimitar todo el nido de cría con un involucro (lámina o membranas), para la fabricación de la piquera, el techo y el piso del panal.
Diferentes especies de abejas sin aguijón utilizan distintas cantidades de geopropóleo en sus colmenas, por ejemplo, Melipona quadrifasciata emplea grandes cantidades mientras que, Tetragonisca angustula no lo utiliza.
Tetragonula carbonaria emplea geopropóleo como estratégica de defensa para cubrir a eventuales invasores de la colonia.